# En nombre del pueblo soberano
En nombre del pueblo soberano es una película de 1990 dirigida por Luigi Magni, con Alberto Sordi y Nino Manfredi.  Es la tercera de la trilogía comenzada con Nell'anno del Signore (1969) y proseguida con In nome del Papa Re (1977); películas en las cuales se repite el tema de la vinculación entre el pueblo y la aristocracia romana con el poder pontificio, durante los trastornos acaecidos en el período de la unificación de Italia.
La película está ambientada en Roma y en Romaña entre noviembre de 1848 y el verano de 1849, durante la primera guerra de independencia italiana. Es una película histórica, de corte puramente divulgatorio, inspirado en las acciones de heroísmo de los patriotas italianos durante la República Romana, uno de los primeros acontecimientos del Risorgimento.
De la película existe una versión más larga para la televisión transmitida en dos capítulos.

## Argumento
Después el asesinato del primer ministro Pellegrino Rossi, el Papa Pio IX entiende que es tiempo de exiliarse en Gaeta. Algún mes después, proclamada la República Romana con Mazzini, Saffi y Armellini como jefes, los franceses de Luis Napoleón Bonaparte, aliado papal, acuden a Italia y ponen bajo asedio a la ciudad de Roma.
Es en este período que tienen lugar acontecimientos privados de varios personajes: Cristina, esposa de Eufemio Arquati -hijo del marqués Arquati- y ferviente sostenedora de la república, está enamorada del capitán garibaldino Giovanni Livraghi, a su vez Livraghi es amigo del fraile barnabita Ugo Bassi, contrario al poder temporal del Papa. Entre los pueblerinos, emerge la figura de Ángel Brunetti, alias Ciceruacchio, y la de su hijo menor.
Los acontecimientos se precipitan: gracias a la poca coordinación de los defensores de Roma, a pesar de la intervención de Garibaldi y de los bersaglieri de Luciano Manara, los soldados franceses triunfan en el asedio y toman la ciudad. A Ciceruacchio, el fraile Bassi y el capitán Livraghi no les queda más remedio que huir al norte, en seguimiento de las fuerzas de Garibaldi, para intentar alcanzar la todavía insurrecta Venecia.
Mientras Eufemio y el marqués Arquati almuerzan con el "asesino de la República" -el general francés Oudinot-, Cristina huye de Roma para alcanzar a Livraghi, pero es en vano: el capitán, de hecho, ha caído capturado por los soldados austríacos enemigos de Garibaldi, es condenado a muerte y luego fusilado junto con Bassi y Ciceruacchio, a pesar de las "solicitudes de piedad" que la joven Cristina dirige a un funcionario que juzga a los prisioneros.
Tras la muerte de Livraghi y sus compañeros, Cristina viene alcanzada por Eufemio que, en un rapto de celos, había partido para matarla; aunque luego, dándose cuenta de la situación política y habiendo adquirido una toma de conciencia, decide enrolarse en el ejército de Piamonte-Cerdeña para luchar contra austriacos y franceses y "hacer la Italia".
La trama salta poco más de diez años después de estos hechos, cuando el anciano marqués Arquati observa satisfecho las fotos del hijo con uniforme bersagliere y de la nuera, que siguiendo a Víctor Manuel II han unificado Italia. Se advierte que Roma, sin embargo, todavía está gobernada por el Papa.